# Ижевск (станция)
Иже́вск — грузовая и пассажирская железнодорожная станция Ижевского региона Горьковской железной дороги, на которой расположен главный железнодорожный вокзал Ижевска.

## История
Станция открыта в 1919 году в составе линии Агрыз — Воткинск. В 1945 году на станции создано отделение перевозок и паровозного хозяйства. Изначально вокзал располагался в километре от того места, где он находится сейчас, и назывался Казанским. Ныне на месте старого Казанского вокзала находится грузовая станция. На современном месте вокзал открыт в 1954 году.
23 мая 1977 года с Ижевского вокзала в столицу СССР отправился первый скорый поезд «Удмуртия». В 1990 году станция была электрифицирована переменным током вместе со всей линией Ижевск — Агрыз.
В ноябре 2003 года было принято решение о реконструкции Ижевского вокзала, что стало одним из масштабных совместных инвестиционных проектов Горьковской железной дороги. Так как архитектурные стили зданий 1952-го и 1971-го годов соответствовали эпохам своей постройки и отличались друг от друга, было принято решение привести вокзальный комплекс к единому облику. В результате реконструкции Ижевский вокзал предстал в новом образе. Цоколь и полы здания выполнены из гранита, материалом фасада и внутренней отделки стен стал мрамор. На фасаде здания размещён государственный герб Удмуртской Республики и эмблема РЖД, а также вокзальные часы.
В 2009 году после реконструкции сдано в эксплуатацию здание пригородного вокзала.

### Увинский вокзал
Увинский вокзал функционировал вплоть до 80-х годов. От небольшого деревянного здания начиналась ветка увинской-узгинской узкоколейной железной дороги. Вокзал располагался на 14-й улице у объездного железнодорожного пути. До 40-х годов ветки Ижевск — Люкшудья — Ува и Ижевск — Люкшудья — Узга (ныне Кекоран) — Пастухово были узкоколейными 1000 мм. Во время войны было принято решение о строительстве линии Ижевск — Балезино, которая частично прокладывалась по Узгинской линии, и реконструкции Увинской линии со строительством нового участка Ува — Кильмезь, но уже с широкой колеёй 1520 мм. В 1980-х годах пригородные поезда стали отправляться от нового Казанского вокзала через станцию Заводскую, а Увинский вокзал и объездные пути перестали выполнять свои функции. С 1909 по 1997 существовала ещё Постольская узкоколейная железная дорога, которая обеспечивала поставки на Ижевские заводы леса и древесного угля. На линии Ижевск — Выемка — Берёзовка — Можвай — Постол — Пойвай существовало и регулярное пассажирское сообщение. В 1960-х годах УЖД утратила связь с Ижевскими заводами, вследствие чего владельцем УЖД стал леспромхоз. В начале 2000-х Постольская УЖД была полностью разобрана.

## Движение поездов

### Дальнее сообщение
Ежедневно со станции отправляется фирменный поезд № 25/26 «Италмас» по маршруту Ижевск — Москва, состоящий из двухэтажных вагонов.
По графику 2022 года через станцию курсируют следующие поезда дальнего следования:
| № поезда                        | Маршрут движения                | № поезда                        | Маршрут движения                |
| Круглогодичное движение поездов | Круглогодичное движение поездов | Круглогодичное движение поездов | Круглогодичное движение поездов |
| ------------------------------- | ------------------------------- | ------------------------------- | ------------------------------- |
| 25 «Италмас»                    | Ижевск — Москва                 | 26 «Италмас»                    | Москва — Ижевск                 |
| 131                             | Ижевск — Санкт-Петербург        | 132                             | Санкт-Петербург — Ижевск        |
| 325                             | Пермь — Новороссийск            | 326                             | Новороссийск — Пермь            |
| 353                             | Пермь — Адлер                   | 354                             | Адлер — Пермь                   |
| 397                             | Киров — Кисловодск              | 398                             | Кисловодск — Киров              |
| 697                             | Ижевск — Новый Уренгой          | 138                             | Новый Уренгой — Ижевск          |
| Сезонное движение поездов       |                                 |                                 |                                 |
| 226                             | Екатеринбург — Новороссийск     | 225                             | Новороссийск — Екатеринбург     |
| 451                             | Ижевск — Адлер                  | 452                             | Адлер — Ижевск                  |
| 497                             | Ижевск — Адлер                  | 498                             | Адлер — Ижевск                  |
| 507                             | Ижевск — Новороссийск           | 508                             | Новороссийск — Ижевск           |
| 515                             | Ижевск — Анапа                  | 516                             | Анапа — Ижевск                  |
| 591                             | Пермь — Анапа                   | 592                             | Анапа — Пермь                   |

### Пригородное сообщение
Пригородные перевозки с Ижевского вокзала осуществляет ППК «Содружество».
По состоянию на 2022 год движение пригородных поездов со станции Ижевск осуществляется по следующим направлениям:
| № поезда                        | Маршрут движения                | № поезда                        | Маршрут движения                |
| Круглогодичное движение поездов | Круглогодичное движение поездов | Круглогодичное движение поездов | Круглогодичное движение поездов |
| ------------------------------- | ------------------------------- | ------------------------------- | ------------------------------- |
| 6511/6512 6515/6516             | Ижевск — Янаул                  | 6517/6518 6525/6526             | Янаул — Ижевск                  |
| 6513/6514/6524/6534             | Ижевск — Красноуфимск           | 6531/6521/6519/6520             | Красноуфимск — Ижевск           |
| 6362 6364                       | Ижевск — Воткинск               | 6361 6363                       | Воткинск — Ижевск               |
| 6354                            | Ижевск — Ува I                  | 6351                            | Ува I — Ижевск                  |
| 6373                            | Ижевск — Кизнер                 | 6372                            | Кизнер — Ижевск                 |
| 6933/6923 6935/6925             | Ижевск — Казань-Пасс.           | 6924/6934 6926/6936             | Казань-Пасс. — Ижевск           |
| 6371/6379                       | Ижевск — Вятские Поляны         | 6374                            | Вятские Поляны — Ижевск         |
| 6878/6877                       | Ижевск — Балезино               | 6880/6879                       | Балезино — Ижевск               |
| 6454/6453                       | Ижевск — Глазов                 | 6456/6455                       | Глазов — Ижевск                 |
| 6379/6380                       | Ижевск — Сайгатка               | 6381/6382                       | Сайгатка — Ижевск               |
| 6749/6750 6675/6676             | Ижевск — Нижнекамск             | 6751/6752 6677/6678             | Нижнекамск — Ижевск             |
| Сезонное движение поездов       |                                 |                                 |                                 |
| 6352                            | Ижевск — Ува I                  | 6353                            | Ува I — Ижевск                  |
| 6452 6458                       | Ижевск — Чур                    | 6451 6457                       | Чур — Ижевск                    |
| 6452                            | Ижевск — Игра                   | 6451                            | Игра — Ижевск                   |

## Галерея

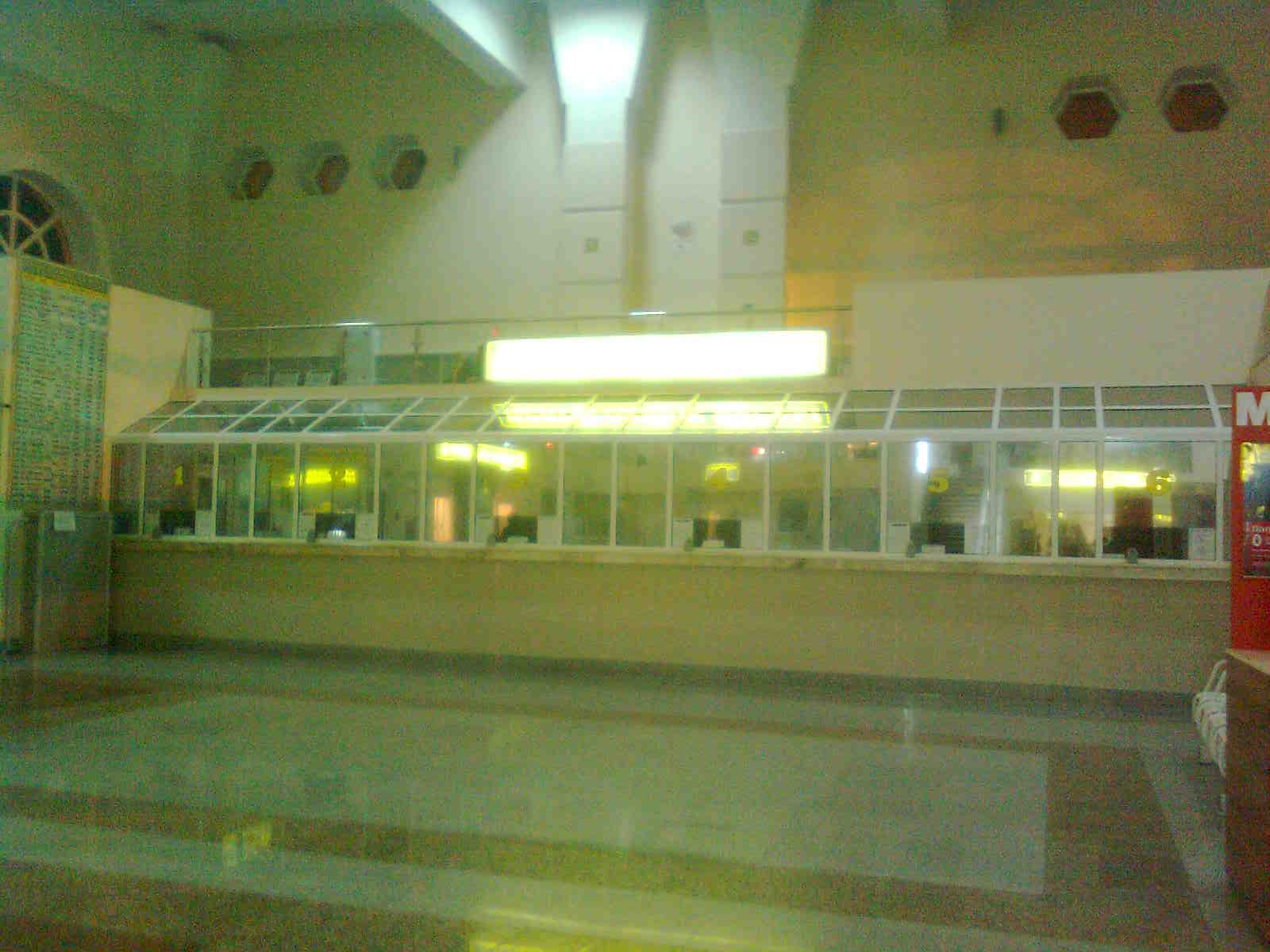
Кассы в пригородном вокзале.
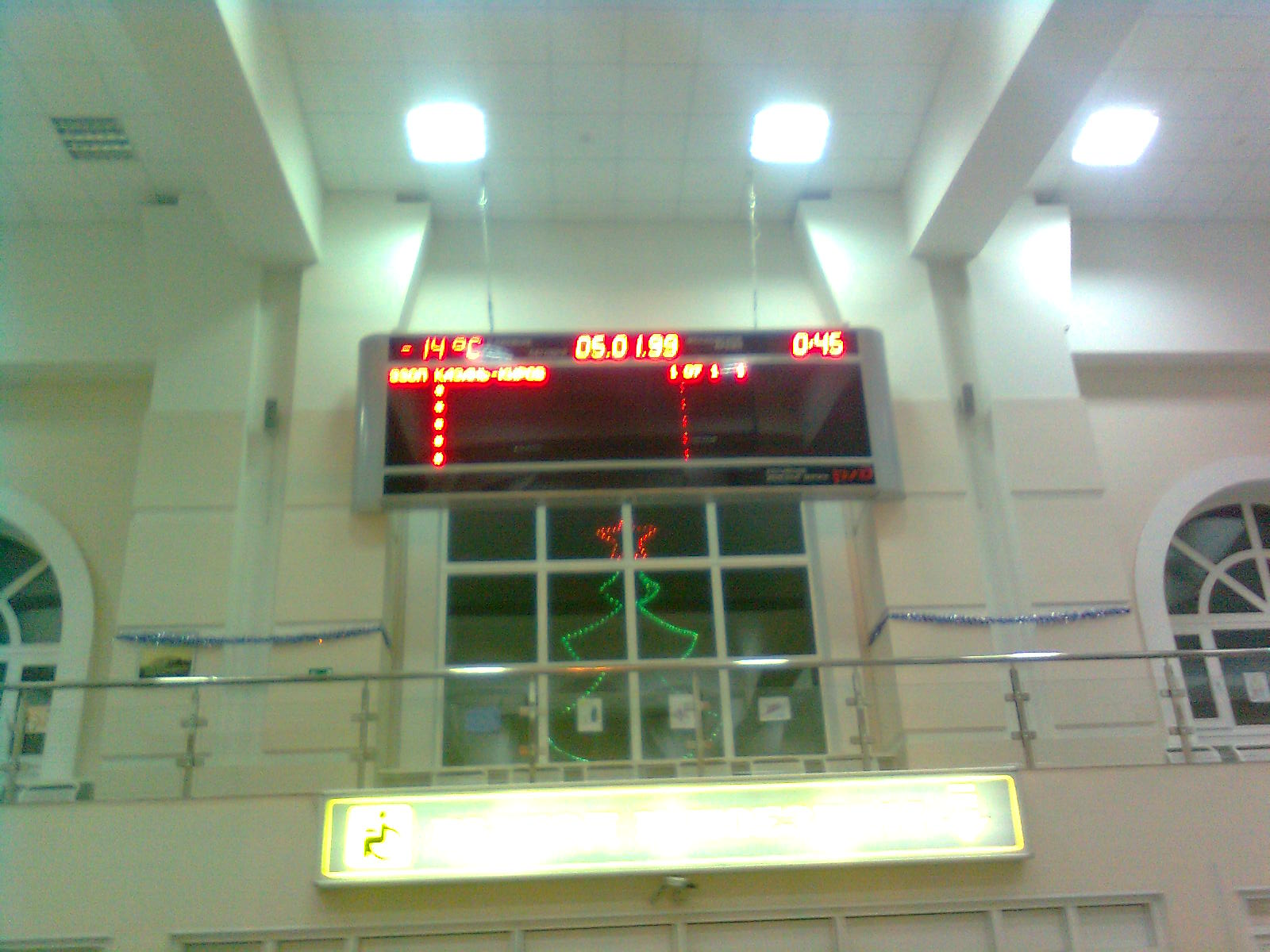
Табло пригородного вокзала.
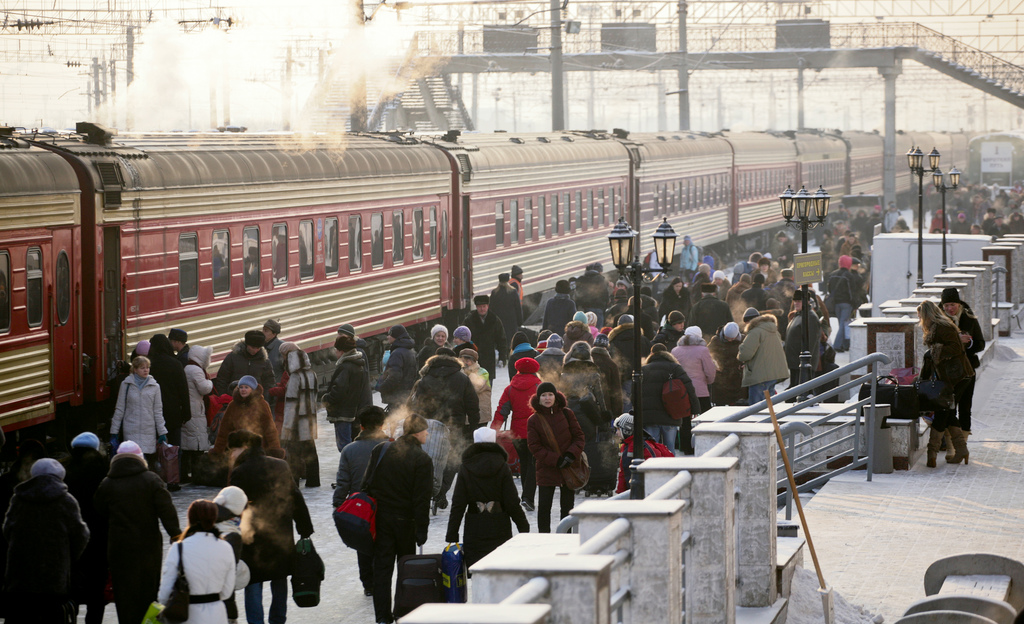
Фирменный поезд «Италмас».
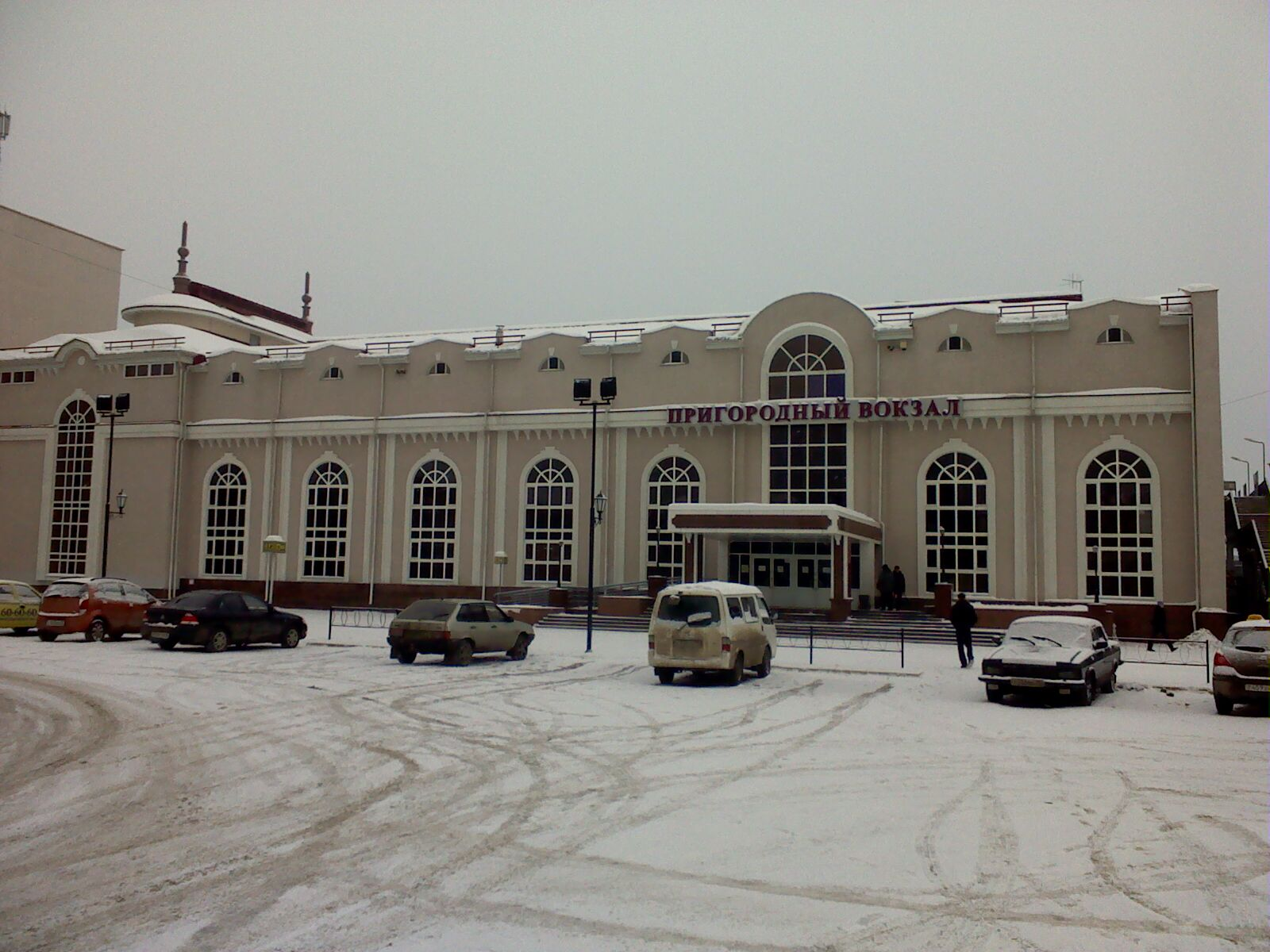
Пригородный вокзал.